# El Pi Candeler
El turó del Pi Candeler és una muntanya amb una alçada de 462,9 metres situada entre als municipis de Sant Fost de Campsentelles (Vallès Oriental), Badalona (Barcelonès) i Montcada i Reixac (Vallès Occidental), i que forma part de la serra de la Malesa.
El Pi Candeler és el turó més alt dels tres piquets que formen les Corones, i que tradicionalment ha estat considerat el més alt i de referència. No obstant això, el més alt de la zona és la Coscollada de l'Amigó. Se li uneix el turó de les Maleses, situat a molt pocs metres de distància, amb una alçària de 420 metres, i on s'han trobat les restes d'un poblat ibèric.
Hom ha afirmat que l'origen del nom seria un pi que feia «candeles», és a dir, la forma de les pinyes que feia l'arbre. Tanmateix, es creu que es podria tractar d'un avet o un cedre, que sí que fan aquesta mena de pinyes. En qualsevol cas degué tenir una alçada considerable, atès que servia com a referència per a la gent del territori i els excursionistes. També es creu que podria haver estat un punt de celebracions o de romiatges amb motiu de la festa de la Candelera, però aquesta afirmació no té cap mena de fonament documental. Sí que es té constància d'alguna foguera la nit de Sant Joan a començaments de segle xx.